# Olenka Fuschich
Olenka Miroslava Fuschich (El Progreso Yoro, 28 ottobre ...) è una modella honduregna, eletta Miss Honduras 2001.
Ha rappresentato l'Honduras in occasione del concorso di bellezza internazionale Miss Universo 2001, dove pur non riuscendo ad entrare nella rosa delle quindici finaliste della manifestazione, ha ottenuto il terzo posto nel titolo Best National Costume.
Olenka Fuschich mantenne il titolo di Miss Honduras sino al 2007, dato che il concorso Miss Honduras non fu più organizzato per svariati anni, diventando una delle più longeve reginette di bellezza della storia.